# ساندرا ستوتسكي
ساندرا ستوتسكي هي إحدى المدافعات عن الإصلاح القائم على المعايير والمعايير الأكاديمية المتميزة للطلاب والمدرسين.
وهي تعمل الآن أستاذًا بقسم إصلاح التعليم في جامعة أركانساس، وتشغل منصب الرئيس المشارك للقرن الحادي والعشرين في نوعية المعلم. ويدور بحثها حول العديد من القضايا بداية من نوعية اختبارات تراخيص المعلم (مثل  و ) حتى قضية التحيز ضد المرأة في مناهج اللغة الإنجليزية (مثل ). كما راجعت بعض الكتب التي لها تأثير في التعليم (مثل ) وكتبت عدة مقالات تعلق فيها حول بدع التعليم الحالي (مثل ).
وبداية من عام 2004 وحتى 2006 كانت تعمل باحثة في كلية التربية في جامعة نورث إيسترن. ومن عام 1984 وحتى عام 2000 عملت باحثة مساعدة في قسم الدراسات العليا بكلية التربية جامعة هارفارد التابع لمركز بحوث فلسفة التربية (PERC). كما عملت مديرة، لمدة اثنى عشر عامًا، في معهد صيفي للتثقيف المدني في قسم الدراسات العليا بكلية التربية جامعة هارفارد والذي ترعاه مؤسسة لينكولن وتريز فيلين. ومن عام 1991 حتى 1997 وهي تعمل محررة في مجلة تيتشينج أوف إينجلش (Teaching of English) حيث تعمل هذه المجلة البحثية تحت رعاية المجلس الوطني لمعلمي اللغة الإنجليزية. وشغلت منصبًا استشاريًا ما بين 1992 وحتى 2002 في خدمة الاستعلامات بالولايات المتحدة الأمريكية وفي وزارة الخارجة الأمريكية من أجل تطوير برامج التثقيف المدني في بولندا وليتوانيا وأوكرانيا ورومانيا مع المعلمين والمسئولين بالوزارة في أوروبا الشرقية. وعملت كذلك معلمة في مدرسة ابتدائية، وقامت بتدريس اللغة الفرنسية والألمانية في المدارس الثانوية وعقدت دورات لطلبة الجامعة والدراسات العليا في القراءة وأدب الأطفال والكتابة التربوية.
وهي محررة كتاب «أهم المواضيع في قضايا معايير التعليم الأساسي: دراسة تمهيدية لواضعي السياسات التعليمية» (بيتر لانج 2000) وهي مؤلفة كتاب «لغتنا تضيع من أيدينا» (دار فري برس للنشر في 1999, وأعادت طبع الكتاب دار إنكوانتر بوكس للنشر في 2002). وتعالج الكاتبة فيما نشرته العديد من المجالات والتخصصات في التعليم بما يشمل «تأثيرات المدرسة على الأداء في مادة الرياضيات بالصف الثامن في ولاية ماساتشوستس»  والتقدم في الرياضيات القائمة على البحث (وفي 2005 نشرت بحثًا حول مراجعة تعليم الرياضيات وبحثًا يتعلق بالقراءة، لصالح شركة دبليو إتش سادلير).
وهي حاليًا عضو بالمجلس الاستشاري للرياضيات في سادلير وعضو بالمجلس الاستشاري في مركز معهد بيونير إنستيتيوت لإصلاح التعليم بالمدارس، وعضو في المجلس الاستشاري لشركة كاروس للنشر. وهي عضو كذلك باللجنة التوجيهية بمركز معلومات مصادر التعلم (ERIC) في معهد العلوم التربوية التابع لوزارة التعليم بالولايات المتحدة الأمريكية. كما أنها كانت عضوًا في اللجنة التوجيهية للتقييم الوطني للتقدم التعليمي (NAEP) وإطار تقييم القراءة لعام 2009، وحصلت على على درجة البكالوريوس بتقدير امتياز من جامعة ميتشغان والدكتوراه في أبحاث وتعليم القراءة بدرجة امتياز من قسم الدراسات العليا بكلية التربية جامعة هارفارد.
وبينما كانت تشغل وظيفة المفوض المساعد الرئيسي في وزارة التربية والتعليم في ولاية ماساتشوستس من عام 1999 وحتى 2003 قامت بإدارة عمليات مراجعة كاملة لمعايير المواد الدراسية الأساسية بالولاية لما قبل التعليم الأساسي، واعتبرها خبراء مستقلين من بين أفضل المقررات في جميع أرجاء البلاد، حيث شهدت على جودتها الأكاديمية التقييمات الوطنية والدولية التي أجريت عليها.
وأجرى التقييم الوطني للتقدم التعليمي اختبارات في عامي 2005 و2007؛ حيث جاء طلاب ولاية ماساتشوستس في المرتبة الأولى بالنسبة للصفوف 4 و 8 في الرياضيات وفي الصف 4 في القراءة، وحصلوا على المركز الأول في الصف 8 في القراءة. كما استفاد الطلاب ذوو الدخول المنخفضة في بأي ستات (Bay State) بحلول 2007، وعند مقارنة درجات الطلاب ذوي الدخول المنخفضة بالحالات الأخرى بنتائج الولاية في التقييم الوطني للتقدم التعليمي في 2007 تبين أن الطلاب ذوي الدخول المنخفضة في بأي ستات احتلوا المركز الأول في الرياضيات في الصفين 4 و 8 وفي القراءة في الصف 4 واحتلوا المركز الثاني في القراءة في الصف 8. وكانت نتائج جميع الطلبة في الاختبارات الدولية في الرياضيات والعلوم التي أجريت في 2007 جيدة لكل الطلبة. واحتل الصف 4 بولاية ماساتشوستس المركز الثاني على مستوى العالم في الإنجاز العلمي وحقق المركز الثالث في الرياضيات، أما الصف 8 فقد احتل المركز الأول في العلوم والمركز السادس في الرياضيات، وكانت النسبة المئوية لطلاب المدارس الثانوية في بأي ستات الذين اجتازوا دورات المستوى المتقدم بثلاث درجات أو أكثر 21 في المائة - وهي أعلى نسبة مقارنة بالولايات الأخرى كما أنها تفوق المتوسط القومي وهو 15.2 في المائة،
وعملت ستوتسكي مديرة عند مراجعة لوائح منح تراخيص المعلمين والإداريين وكليات تدريب المعلمين لباي ستات وكذلك اختبارات الولاية لمنح الترخيص للمعلمين. واعتبرت هذه الاختبارات الأقوى في جميع أرجاء البلاد كما عملت ستوتسكي على دعم برامج إعداد المعلم، خاصة معلمي الصف 8 بعد عام 2003، بالإضافة إلى أنها قامت بتخطيط وإدارة مشروعات بحثية حول تعليم الرياضيات بالمدارس الإعدادية، وعدد من التقارير البحثية حول مجالات المناهج الدراسية المختلفة لما قبل الصف 12 (يوجد على الموقع الإلكتروني لوزارة التربية والتعليم لولاية ماساتشوستس) ومؤتمرات حول تدريس التاريخ والحروف والرياضيات وأسلوب «اللغة الإنجليزية المنظمة» ألقتها في جميع أنحاء الولاية،
وعينتها مارغريت سبيلينغز وزيرة التربية والتعليم في اللجنة الاستشارية الوطنية للرياضيات في عام 2006، وتعاونت في تأليف التقرير النهائي: أساس النجاح: التقرير النهائي للجنة الاستشارية الوطنية للرياضيات , وكذلك تقارير فريق العمل، وكان واحدًا منها حول التقييم , والآخر حول المعرفة المفاهيمية والمهارات .

## مقالات
- Who Needs Mathematicians for Math, Anyway?, City Journal, 2009.